# London Bullion Market Association
London Bullion Market Association (LBMA) – międzynarodowe stowarzyszenie handlowe funkcjonujące na globalnym rynku metali szlachetnych, dążące do kształtowania ogólnoświatowych standardów i usług w handlu kruszcami.
Zrzesza około 150 firm z całego świata, w tym firmy handlowe, rafinerie, producentów, wydobywców, a także świadczące usługi magazynowania i bezpiecznego transportu.

## Historia
Brazylijska gorączka złota w XVII wieku oraz późniejsze gorączki złota w Kalifornii, Australii i Afryce Południowej przyczyniły się do napływu złota do Wielkiej Brytanii. W ich rezultacie Bank Anglii otworzył w Londynie skarbiec, w którym przechowywano złoto, a następnie w 1750 roku podjął działania mające na celu ujednolicenie jakości przechowywanych sztabek złota. W tym celu utworzył London Good Delivery List, pierwotnie nazywaną List of Acceptable Melters and Assayers (pol. Lista Akceptowalnych Topiarzy i Probierców). Na liście znalazły się rafinerie, które produkowały sztabki złota zgodnie z określonymi przez Bank standardami dotyczącymi m.in. kształtu, czystości czy gramatury, i w związku z tym mogły uzyskać zezwolenie na wejście na rynek londyński.
W 1850 roku istniało już pięć głównych spółek, które próbowały nadzorować funkcjonowanie londyńskiego rynku złota. Były to NM Rothschild & Sons, Mocatta & Goldsmid, Pixley & Abell, Samuel Montagu & Co. i Sharps Wilkins.
LBMA powstało w 1987 r. w odpowiedzi Banku Anglii na potrzebę powołania niezależnego organu, który nadzorowałby prowadzenie i dalszą regulację London Good Delivery List, niezależnie od rosnącej liczby uczestników londyńskiego rynku złota.